# Morcenx

Morcenx este o comună în departamentul Landes din sud-vestul Franței. În 2009 avea o populație de 4.607 de locuitori.

## Evoluția populației
| An        | 1975  | 1982  | 1990  | 1999  | 2006  | 2009  |
| --------- | ----- | ----- | ----- | ----- | ----- | ----- |
| Populație | 5.690 | 5.406 | 4.332 | 4.383 | 4.573 | 4.607 |